# Live at the Aladdin
Live at the Aladdin – album koncertowy piosenkarza Ricky'ego Nelsona nagrany podczas jego koncertu w Aladdin Hotel w Las Vegas w 1979 roku. Został wydany po śmierci piosenkarza przez The Magnum Music Group w 1996 roku. 

## Utwory
| 1.  | Garden Party                 |
| 2.  | Poor Little Fool             |
| 3.  | My Bucket's Got A Hole In It |
| 4.  | Last Time Around             |
| 5.  | Milkcow Blues                |
| 6.  | She Belongs To Me            |
| 7.  | Lonesome Town                |
| 8.  | Travelling Man               |
| 9.  | Hello Mary Lou               |
| 10. | It's Late                    |
| 11. | Merry Christmas Baby         |
| 12. | Mystery Train                |